# Ajuntament d'Arnes
L'Ajuntament d'Arnes és un edifici ubicat al nucli històric d'Arnes, al municipi homònim, a la Terra Alta. Ha estat inventariat com a patrimoni monumental per la Generalitat de Catalunya amb el número d'inventari IPAC-11645. Està declarat Bé Cultural d'Interès Local i és considerat un dels edificis civils més destacats del Renaixement català i el més rellevant del municipi i del seu nucli històric, que és Bé Cultural d'Interés Nacional. Està en bon estat de conservació i és de titularitat pública. Està protegit com a BCIL mitjançant la llei 9/1993 del 30 de setembre del Patrimoni Cultural Català.

## Situació geogràfica
Està situat a la plaça de la vila, del nucli antic d'Arnes.

## Descripció i característiques
Es tracta de l'edifici més interessant d'Arnes i potser, el millor de tota la Terra Alta. Renaixentista, de planta rectangular, està totalment exempt i fet de carreus.
A la planta baixa hi ha una llotja coberta, com un porxe, amb quatre arcades de mig punt amb arquivoltes, sobre columnes monolítiques molt grosses.
Al primer pis hi ha sis finestres amb llindes i mitges columnes jòniques adossades suportant un fals entaulament amb fris i cornisa rematat amb un frontó triangular amb acroteris i polleguerals amb volutes. Per la part de darrere s'han obert finestres sense respectar la tipologia pròpia de l'edifici. Al segon pis, hi ha una galeria correguda, actualment encegada.
Les plantes estan delimitades per motllures, que es fan més complexes a l'hora de rematar l'edifici i on trobem gàrgoles.
L'interior de l'edifici és recent i l'actual accés, posterior, està centrat de la mateixa manera que l'original, al lateral. Al capdamunt de la porta central, a una dovella trobem l'escut d'armes.

## Història
Al fris de les seves finestres es pot llegir, consecutivament de les unes a les altres, una inscripció amb la data de construcció "1584" i el nom de Joan Vilabona de Queretes.
L'any 1835, durant les guerres carlines, fou incendiat i s'hi va reconstruir el nou l'interior. A més a més, s'hi va obrir la porta d'accés actual, datada del 1836.
Té la gran importància de ser un dels primers edificis renaixentistes de Catalunya, on el gòtic durà més temps que a les altres regions veïnes.
La planta baixa va ser, fins fa vint-i-cinc anys, un bar, i una vegada va deixar de ser-ho, s'hi va pretendre situar la consulta del metge.
L'any 2001 se'n va rehabilitar la façana.